# Stampaggio per soffiaggio

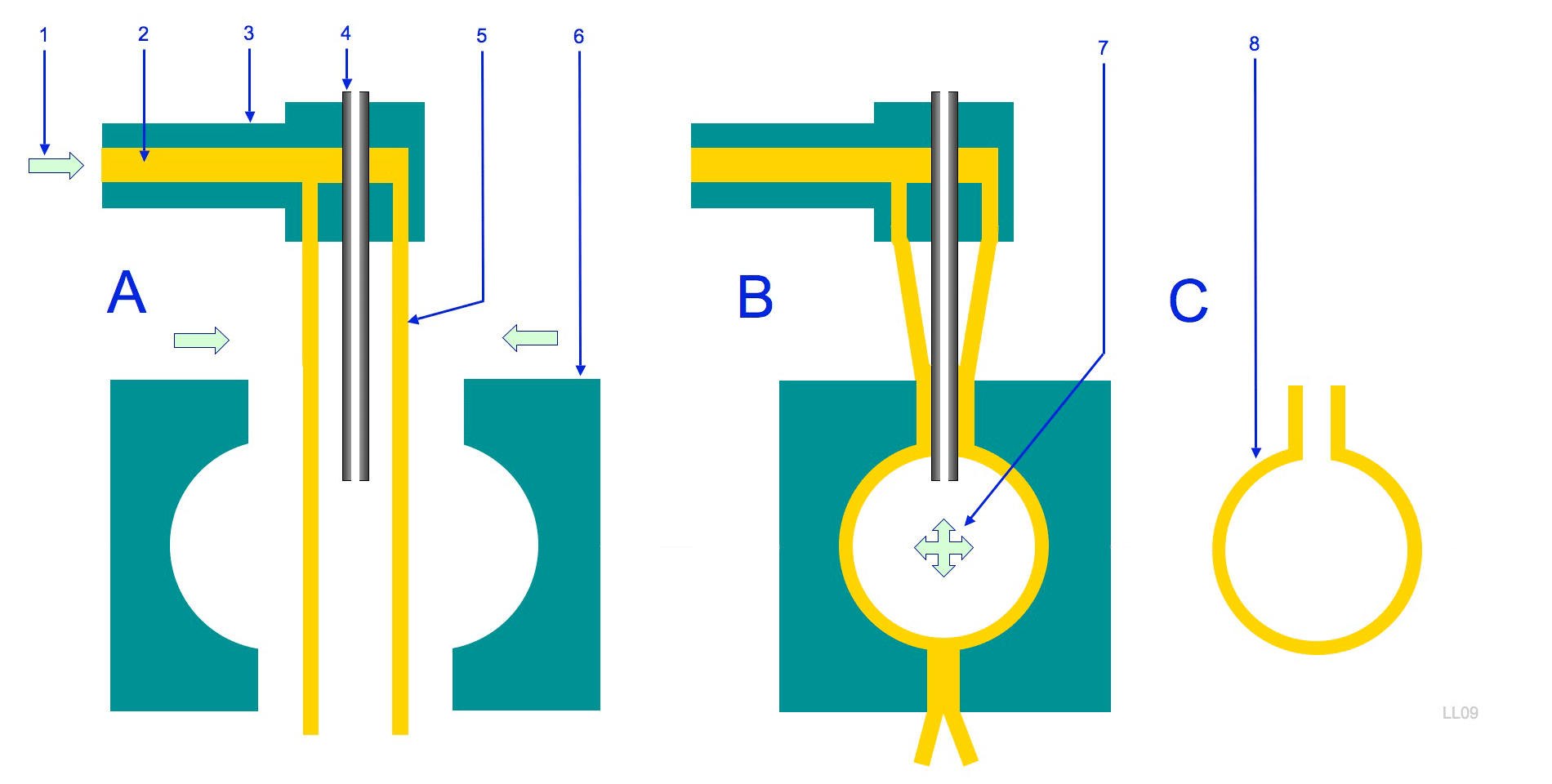
Descrizione del processo di stampaggio per soffiaggio:
A. Lo stampo viene chiuso.
B. Viene insufflata l'aria nella preforma o nel parison.
C. Viene aperto lo stampo e viene estratto il pezzo finito.

Lo  stampaggio per soffiaggio (o formatura per soffiaggio) (in inglese blow molding) è un processo produttivo utilizzato per ottenere prodotti cavi in materiale plastico o vetro (ad esempio bottiglie o flaconi).
Lo stampaggio per soffiaggio avviene insufflando aria compressa all'interno di una preforma o di un parison posizionato all'interno di uno stampo cavo, in modo tale che "gonfiando" l'oggetto prenda la forma delle pareti interne dello stampo. L'oggetto viene quindi raffreddato e lo stampo viene aperto per il prelievo dell'oggetto finito.
La preforma o il parison possono essere prodotti in situ attraverso un estrusore accoppiato al macchinario per il soffiaggio (quindi nello stesso impianto) oppure possono essere stati prodotti in precedenza in un altro impianto.
Enoch Ferngren e William Kopitke furono i primi a realizzare un macchinario per lo stampaggio a soffiaggio, che vendettero nel 1937 alla Hartford Empire Company.

## Varianti del processo

Rappresentazione del processo di iniezione-soffiaggio.

Il processo di stampaggio per soffiaggio può essere svolto secondo tre diverse varianti:
- stampaggio per estrusione e soffiaggio;
- stampaggio per iniezione e soffiaggio;
- stampaggio per stiramento e soffiaggio.

Stampaggio per estrusione e soffiaggio.
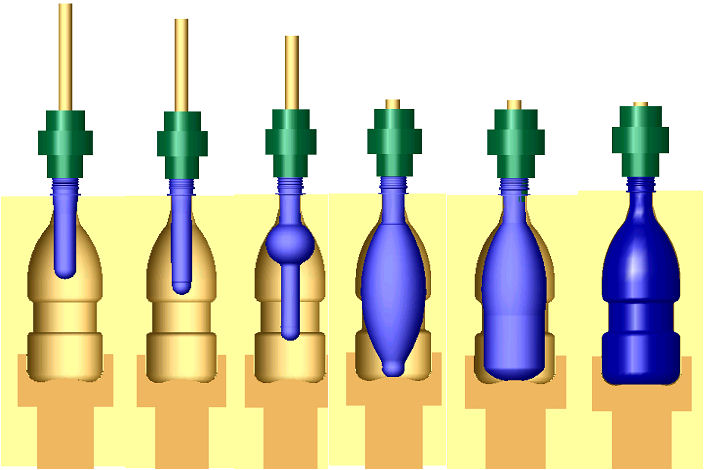
Stampaggio per stiramento e soffiaggio.